# Paso cubain
Le Paso cubain (espagnol : Caballo Cubano de Paso) est une race de chevaux originaire de Cuba, disposant d'une allure supplémentaire comme tous les chevaux de type Paso.

## Histoire
Comme de nombreux chevaux du continent américain, le Paso cubain descend d'ancêtres ibériques, amenés par les conquistadores espagnols,.

## Description
Le Paso cubain appartient au groupe des chevaux légers de type Criollo. La taille moyenne va d'1,40 m à 1,52 m selon CAB International, de 1,45 m à 1,51 m selon le guide Delachaux.
La conformation est réputée harmonieuse. La tête est petite et fine,, de profil généralement rectiligne, avec de grands yeux, un front large et de petites oreilles. L'encolure est forte, de longueur moyenne, et arquée. La poitrine est large et musclée. Le dos est modérément long, avec un rein court. La croupe est légèrement inclinée, large et bien musclée,. Les membres sont musclés et courts, avec des genoux forts. Crinière et queue sont fournies.
Toutes les couleurs de robe sont possibles, mais le bai est le plus fréquent.
La race dispose d'allures supplémentaires, en l’occurrence de la marcha fina y gualdrapeada, également nommée marcha ou andaruras, une allure à quatre temps réputée pour le confort qu'elle procure en selle,, et pouvant être maintenue sur une longue distance.

## Utilisations
Le Paso cubain est surtout monté, notamment en randonnée et en tourisme équestre, et utilisé pour le transport.

## Diffusion de l'élevage
Bonnie Lou Hendricks (université de l'Oklahoma) indique (2007) que la race est commune, au contraire le guide Delachaux la signale comme locale et rare, propre à Cuba. La base de données DAD-IS ne fournit pas de relevé d'effectifs et n'indique aucun niveau de menace.
La plupart des Cubano de Paso sont élevés au ranch La Loma dans la province cubaine de Granma.